# Aleksandr Danilovič Menšikov
Il principe Aleksandr Danilovič Menšikov, (in russo: Александр Данилович Меншиков) (Mosca, 16 novembre 1672 – Berezov, 2 novembre 1729), è stato un generale russo, uno statista e un confidente dello zar Pietro il Grande e di sua moglie Caterina I.

## Biografia
Menšikov proveniva da una famiglia di semplici natali: il padre doveva essere stato un contadino lituano ma viene indicato anche come venditore di sfogliate. All'età di nove anni entrò a servizio come paggio nella famiglia dell'ammiraglio ginevrino François Lefort a Mosca. Qui conobbe il suo coetaneo e futuro zar Pietro. Tra i due giovani sorse un'amicizia che rimase tale fino alla morte di Pietro.
Come sergente del reggimento Preobraženskij, partecipò alla campagna del 1696 contro Azov e successivamente accompagnò lo zar Pietro nel suo viaggio nei Paesi Bassi ed in Inghilterra.
Si distinse più volte nelle battaglie della Grande guerra del nord. Lo zar Pietro lo gratificò particolarmente per il suo comportamento nella conquista di Schlüsselburg nominandolo comandante nel 1702.
Nello stesso anno fu nominato conte dall'imperatore Leopoldo I e nel 1706 principe del Reich. Dopo che il 30 ottobre 1706 egli ebbe sconfitto gli svedesi presso Kalisz, lo zar Pietro lo elevò al rango di principe, facendolo duca di Ingermanland. Dopo la battaglia di Poltava (1709) egli costrinse la parte più consistente dell'armata svedese, comandata dal conte Lewenhaupt, alla resa presso Perevoločna (Gubernia di Poltava) e fu promosso sul campo feldmaresciallo. Nel 1710 occupò Riga, entrò quindi nell'Holstein ed in Pomerania e nel 1713 prese la città di Stettino. Nel 1718 divenne presidente del Consiglio di guerra.
Nel 1702 con la presa di Marienburg (oggi Alūksne) in Livonia, Menšikov venne in possesso di una ragazza di nome Marta Skovronska, presumibilmente acquistata dal Maresciallo Boris Šeremetev che l'aveva ottenuta come bottino di guerra.
Egli condusse la diciassettenne figlia di contadini allo zar Pietro, che ne fece prima la sua amante e poi, dopo la sua conversione alla religione ortodossa, con la quale aveva assunto il nome di Ekaterina Alekseeva, la sua sposa segreta e infine, nel 1712, la sua consorte ufficiale.
Come primo governatore Menšikov diresse anche la costruzione di San Pietroburgo ed ebbe l'incarico della supervisione dei lavori del Canale Ladoga.
Dopo la morte di Pietro il Grande (1725), Menšikov contribuì alla ascesa al trono di Caterina I.
Raggiunse così l'apice della sua potenza, poiché Caterina gli lasciò di fatto il governo del Paese. Si autopromosse al grado di Generalissimo, che precedentemente in Russia non era mai esistito, così come fu l'unico russo a portare il titolo di duca. Egli operò in modo da provocare l'innamoramento dello zarevic Pietro nei confronti di sua figlia, cosicché il suo potere parve non aver più fine.
Ma subito dopo la morte della zarina Caterina, nel 1727, Menšikov viene spodestato. Accusato di alto tradimento per complicità nella morte del principe Alessio e per altri delitti, fu bandito da Mosca e confinato con la famiglia in Siberia a Berëzovo (Берёзово, nel distretto di Chantia-Mansia), dove due anni dopo morì. I suoi beni vennero confiscati a favore della corona.

## Matrimonio
Sposò la principessa Dar'ja Michajlovna Arsenyeva. Ebbero tre figli:
- Marija Aleksandrovna (1711-1729);
- Aleksandra Aleksandrovna (1712-1736), sposò Gustav Biron, non ebbero figli;
- Aleksandr Aleksandrovič (1714-1764).

## La figura di Menšikov

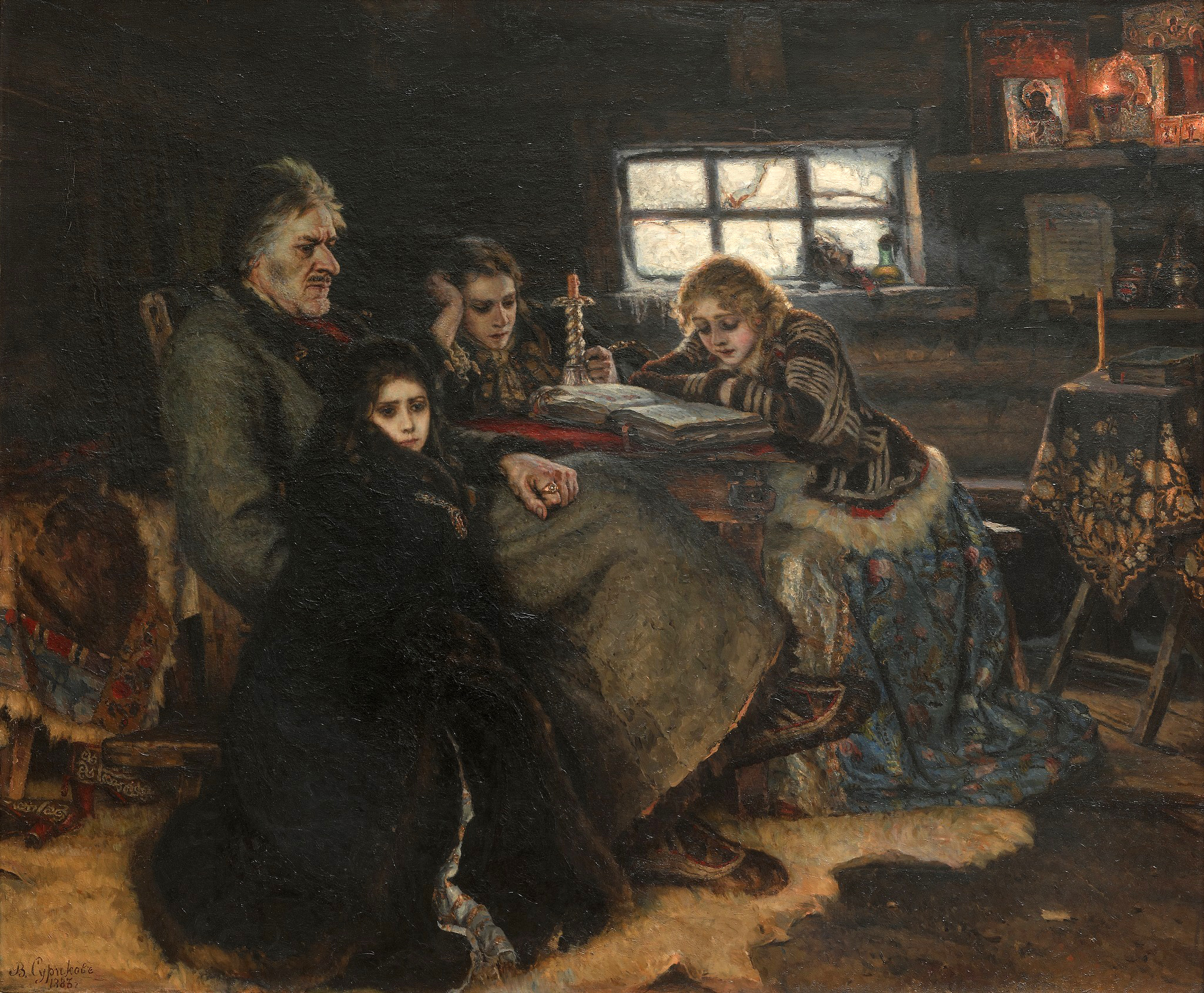
Menšikov in esilio a Berëzovo, ritratto di Vasilij Surikov.

La fedeltà di Menšikov allo zar Pietro il Grande è fuori discussione: egli avrebbe dato la sua testa per lo zar se fosse stato necessario. Da giovinetti furono molto legati ed a corte circolavano anche voci di un legame omosessuale fra i due. 
Feste, bagordi e dissolutezze del periodo giovanile di Pietro il Grande furono vissute insieme.  Questo legame persistette per oltre trent'anni e negli ultimi anni il Palazzo Menšikov in Sanpietroburgo era a disposizione per sontuose feste e ricevimenti.
Ma Menšikov non fu per Pietro il Grande solo un compagno di bagordi, bensì anche un intelligente consigliere ed un valido amministratore. Il soggiorno estero fu utile per entrambi che lo usarono come lavoro e studio intenso. Pietro disse di lui: «Egli è intelligente, un amministratore di talento, e anche quando fa qualcosa che non va, sa rimediarvi bene.» Così gli trasferì la supervisione sull'educazione del figlio Alessio.
D'altra parte Menšikov approfittò spesso del suo ufficio per arricchirsi senza ritegno e Pietro, che tuttavia era molto severo nei casi di abuso di ufficio, gli lasciava fare.
Indicativo a questo proposito è quanto Pietro il Grande dichiarò di fronte all'accusatore di Menšikov, Vasilij Dolguruskij: «Tutti rubano, portatemi un solo Governatore che non lo faccia! Ladro, senza dubbio, ma una cosa lo distingue dagli altri: egli è anche il più diligente e lavora per dieci. Cacciar via è facile, giustiziare anche. Ma che cosa mi rimarrebbe? Solo dei ladri privi di talento ed inefficienti!»
Così Menšikov poté mantenere la sua posizione, sebbene nel 1714, nel 1719 e nel 1723 fosse stato accusato di grave corruzione e malversazione. Contro di lui furono provate appropriazioni indebite per un milione di rubli, una somma enorme, corrispondente a circa il costo annuo per lo sviluppo della flotta russa.
Egli poté inoltre contare sulla perenne amicizia ed intercessione a suo favore da parte di Caterina I di Russia, che non dimenticò mai a chi doveva la sua ascesa alla posizione di zarina.

## Menšikov nel cinema
| Anno | Film                                               | Attore            | Note                                     |
| ---- | -------------------------------------------------- | ----------------- | ---------------------------------------- |
| 1922 | Peter der Große                                    | Bernhard Goetzke  |                                          |
| 1937 | Pietro il grande (Pyotr pervyy I)                  | Mikhail Zharov    |                                          |
| 1938 | Pyotr pervyy II                                    | Mikhail Zharov    |                                          |
| 1980 | Yunost Petra                                       | Nikolay Eryomenko |                                          |
| 1986 | Pietro il Grande (Peter the Great)                 | Helmut Griem      | Miniserie TV                             |
| 1986 | Pietro il Grande (parte prima) (Peter the Great)   | Helmut Griem      | Versione cinematografica della miniserie |
| 1986 | Pietro il Grande (parte seconda) (Peter the Great) | Helmut Griem      | Versione cinematografica della miniserie |
| 1996 | Tsarevich Aleksei                                  | Vladimir Menshov  |                                          |
| 2007 | Sluga Gosudarev                                    | Andrey Ryklin     |                                          |